# مينغوس
مينغوس (بالإنجليزية: Mingus, Texas)‏ هي مدينة تقع بولاية تكساس في شمال شرق الولايات المتحدة. تبلغ مساحة هذه المدينة 4 (كم²)، وترتفع عن سطح البحر 290 م، بلغ عدد سكانها 246 نسمة في عام 2000 حسب إحصاء مكتب تعداد الولايات المتحدة وتصل الكثافة السكانية فيها 61.1 نسمة/كم2.

## التركيبة السكانية
حدّد مكتب تعداد الولايات المتحدة بيانات التركيبة السكانية لمينغوس في تعداد الولايات المتحدة. في ما يلي، التركيبة السكانية حسب تعدادي 2000 و2010.

### تعداد عام 2000
بلغ عدد سكان مينغوس 246 نسمة بحسب تعداد عام 2000، وبلغ عدد الأسر 110 أسرة وعدد العائلات 60 عائلة مقيمة في المدينة. في حين سجلت الكثافة السكانية 61.3 نسمة لكل كيلومتر مربع (158.8/ميل2). وبلغ عدد الوحدات السكنية 136 وحدة بمتوسط كثافة قدره 33.9 لكل كيلومتر مربع (87.8/ميل2).
وتوزع التركيب العرقي للمدينة بنسبة 89.84% من البيض و0.41% من الأمريكيين الأصليين و0.41% من الأمريكيين ذوي الأصول الآسيوية و8.54% من الأعراق الأخرى و0.81% من عرقين مختلطين أو أكثر و10.57% من الهسبانيون أو اللاتينيون من أي عرق.
بلغ عدد الأسر 110 أسرة كانت نسبة 27.3% منها لديها أطفال تحت سن الثامنة عشر تعيش معهم، وبلغت نسبة الأزواج القاطنين مع بعضهم البعض 39.1% من أصل المجموع الكلي للأسر، ونسبة 11.8% من الأسر كان لديها معيلات من الإناث دون وجود شريك،  بينما كانت نسبة 3.6% من الأسر لديها معيلون من الذكور دون وجود شريكة وكانت نسبة 45.5% من غير العائلات. تألفت نسبة 41.8% من أصل جميع الأسر من عدة أفراد يعيشون في نفس المنزل ونسبة 16.4% كانت تتألف من شخص يعيش بمفرده يبلغ من العمر 65 عاماً أو أكثر. وبلغ متوسط حجم الأسرة المعيشية 2.24، أما متوسط حجم العائلات فبلغ 3.18.
بلغ العمر الوسطي للسكان 42.7 عاماً. وكانت نسبة 23.6% من القاطنين تحت سن الثامنة عشر، وكانت نسبة 10.2% بين الثامنة عشر والرابعة والعشرين عاماً، ونسبة 18.7% كانت واقعةً في الفئة العمرية ما بين الخامسة والعشرين والرابعة والأربعين عاماً، ونسبة 27.6% كانت ما بين الخامسة والأربعين والرابعة والستين، ونسبة 19.9% كانت ضمن فئة الخامسة والستين عاماً فما فوق. يوجد لكل 100 أنثى 89.2 ذكر، ويوجد لكل 100 أنثى في الثامنة عشر من عمرها فما فوق 82.5 ذكر.
بلغ متوسط دخل الأسرة في المدينة 28,750 دولارًا، أما متوسط دخل العائلة فبلغ 40,208 دولارًا. وكان متوسط دخل الذكور 30,417 دولارًا مقابل 25,625 دولارًا للإناث. وسجل دخل الفرد الخاص بالمدينة 22,591 دولارًا. وكانت نسبة 7.5% من العائلات ونسبة 11.7% من السكان تحت خط الفقر، وكان من هؤلاء نسبة 0% تحت سن الثامنة عشر ونسبة 19.6% في الخامسة والستين من العمر وما فوق.

### تعداد عام 2010
بلغ عدد سكان مينغوس 235 نسمة بحسب تعداد عام 2010، وبلغ عدد الأسر 101 أسرة وعدد العائلات 58 عائلة مقيمة في المدينة. في حين سجلت الكثافة السكانية 58.6 نسمة لكل كيلومتر مربع (151.8/ميل2). وبلغ عدد الوحدات السكنية 141 وحدة بمتوسط كثافة قدره 35.2 لكل كيلومتر مربع (91.2/ميل2).
وتوزع التركيب العرقي للمدينة بنسبة 88.94% من البيض و1.28% من الأمريكيين الأصليين و0.43% من سكان جزر المحيط الهادئ و8.51% من الأعراق الأخرى و0.85% من عرقين مختلطين أو أكثر و16.60% من الهسبانيون أو اللاتينيون من أي عرق.
بلغ عدد الأسر 101 أسرة كانت نسبة 25.7% منها لديها أطفال تحت سن الثامنة عشر تعيش معهم، وبلغت نسبة الأزواج القاطنين مع بعضهم البعض 47.5% من أصل المجموع الكلي للأسر، ونسبة 4% من الأسر كان لديها معيلات من الإناث دون وجود شريك،  بينما كانت نسبة 5.9% من الأسر لديها معيلون من الذكور دون وجود شريكة وكانت نسبة 42.6% من غير العائلات. تألفت نسبة 36.6% من أصل جميع الأسر من عدة أفراد يعيشون في نفس المنزل ونسبة 17.8% كانت تتألف من شخص يعيش بمفرده يبلغ من العمر 65 عاماً أو أكثر. وبلغ متوسط حجم الأسرة المعيشية 2.33، أما متوسط حجم العائلات فبلغ 3.03.
بلغ العمر الوسطي للسكان 43.7 عاماً. وكانت نسبة 23.8% من القاطنين تحت سن الثامنة عشر، وكانت نسبة 6.8% بين الثامنة عشر والرابعة والعشرين عاماً، ونسبة 21.7% كانت واقعةً في الفئة العمرية ما بين الخامسة والعشرين والرابعة والأربعين عاماً، ونسبة 31.9% كانت ما بين الخامسة والأربعين والرابعة والستين، ونسبة 15.7% كانت ضمن فئة الخامسة والستين عاماً فما فوق. وتوزع التركيب الجنسي للسكان بنسبة 51.9% ذكور و48.1% إناث.

## وصلات خارجية
- The US50 - Cities and Towns in Texas State